# Miyavi
Takamasa Ishihara (em japonês: 石原 崇雅; romaniz.: Ishihara Takamasa; nascido em Osaka, Japão, em 14 de setembro de 1981) mais conhecido pelo seu nome artístico Miyavi (em japonês: 雅; romaniz.: Miyabi; estilizado como MIYAVI ou ainda MYV) é um cantor, compositor, guitarrista, produtor musical e ator japonês, conhecido por seu estilo "slap" de tocar guitarra.
Sua carreira começou em 1999 como guitarrista da extinta banda da cena visual kei Dué le Quartz e, em seguida, como músico solo a partir de 2002, lançando dezesseis álbuns de estúdio até o momento. Miyavi inicialmente fez parte da PS Company, saindo em 2009 e então fundando sua própria companhia J-Glam. No entanto, teve trabalhos lançados pela Universal e assinou com a EMI logo depois. Em 2007, tocou no supergrupo de curta duração S.K.I.N. com seus colegas do visual kei e em seu sucessor The Last Rockstars de 2022 a 2024. Miyavi percorreu o mundo em turnês internacionais diversas vezes, com mais de 250 shows em 30 países.
Depois de estrear como ator em duas longa metragens produzidas no Japão, Miyavi atuou no filme de 2014 Invencível, dirigido por Angelina Jolie, e passou a realizar papéis em produções americanas, tais como Kong: Ilha da Caveira e Strays. Desde 2013, Miyavi é voluntário do Alto-comissariado das Nações Unidas para os Refugiados (ACNUR) e visita campos de refugiados ao redor do mundo. Em novembro de 2017, ele foi nomeado oficialmente um Embaixador da Boa Vontade.

## Início da vida
Takamasa Ishihara nasceu no distrito de Nishikujō, em Konohana-ku, Osaka, de pai japonês de ascendência coreana zainichi e mãe japonesa. A família de seu pai, de sobrenome Lee, é proveniente da ilha Jeju.
Após o primeiro ano escolar, ele se mudou para Kawanishi. Miyavi diz que, quando criança, ele era um bom aluno e gostava de jogar futebol. Ele foi aceito na equipe júnior do Cerezo Osaka, um time que faz parte da J-League. No segundo ano do colegial, uma lesão esportiva impediu-o de seguir uma carreira profissional no esporte. Com esse contratempo, aos quinze anos ele adquiriu uma guitarra e aprendeu a tocar. Ele começou fazendo covers de canções de Ray Charles.
Miyavi particularmente gostava de bandas visual kei como X Japan e Luna Sea, mas também ouvia blues, motown, hard rock como Metallica e L.A. Guns e música industrial, como Nine Inch Nails. Em seu terceiro ano do colegial, ele começou a tocar em sua primeira banda visual kei chamada Loop.

## Carreira

### 1999-2003: Dué le Quartz e era independente
Em 1999, aos 17 anos de idade, Miyavi mudou-se para Tóquio e juntou-se a banda de rock visual kei Dué le Quartz, onde ele usava o nome artístico "Miyabi". Além de guitarrista da banda, ele escreveu letras, compôs e arranjou. Quando a banda se separou em 2002, ele começou sua carreira solo e mudou seu nome para Miyavi. Ele assinou contrato com a gravadora independente PS Company e em 31 de outubro, seu primeiro álbum de estúdio, Gagaku, foi lançado. Antes do fim do ano mais três singles foram lançados: "Shindemo Boogie-Woogie", "Pop is dead" e "Jingle Bell", apesar de que apenas o terceiro conseguiu alcançar o top quarenta na Oricon Singles Chart. Miyavi também estrelou um filme ao lado de seu ex-colega de banda Sakito, Ryomano Tsumato Sono Ottoto Aijin.
Em 23 de abril de 2003 o seu primeiro concerto solo foi realizado no Shibuya Public Hall. Três singles foram lançados: "Jibun Kakumei", "Tariraritarara", e "Coo cluck -Ku. Ku. - Ru", no qual foi um sucesso nas paradas da Oricon. No dia 2 de dezembro, seu segundo álbum de estúdio, Galyuu, foi lançado; permaneceu no lugar quarenta quarto.

### 2004-2006: Era pop/acústica emajor
Em 2004, ele atuou no filme Oresama interpretando a si mesmo. Em fevereiro, embarcou em sua primeira turnê solo chamada Tokyo Dassou, e em julho de datas adicionais foram adicionadas na Coreia do Sul e Taiwan. Seu sétimo single, "Ashita, Genki Ni Naare", foi lançado em julho, que alcançou a 22° posição na Oricon. Em agosto, um pequeno e gratuito evento apenas para o fã clube foi realizado no Tokyo Dome. No dia 31, Miyavi realizou seu último show como artista independente no Nippon Budokan, assinando um importante contrato com a Universal Music Group em outubro. No entanto, ele ainda era co-gerenciado pela PS Company. Isto foi seguido pelo lançamento do seu primeiro single major, "Rock no Gyakushuu/21sekikei Koushinkyoku", que entrou para o top dez das paradas.
Durante o mês de Maio de 2005, outro single, "Freedom Fighters", foi lançado. No dia 1 de junho, seu primeiro álbum major, Miyavizm, foi lançado. Foi o primeiro álbum de Miyavi a entrar no top dez da Oricon. Foi seguido pelo terceiro single major, "Kekkon Shiki Uta/Are you ready to Rock?", que é seu single de maior desempenho na parada da Oricon, juntamente com "Dear My Friend/Itoshii Hito", lançado em 2006; ambos atingiram a sexta posição. Em dezembro apresentou-se no primeiro Peace & Smile Carnival, evento organizado pela PS Company. No final de 2005 e na maior parte de 2006, Miyavi se deslocava para um som mais acústico e pop, refletido em seu segundo e terceiro álbuns major, MYV Pops e Miyaviuta -Dokusou-, lançado em 2 de agosto e 13 de setembro, respectivamente. Sua primeira compilação de singles "Señor Senora Señorita/Gigpig Boogie" e "Kimi ni Negai Wo", não são diferentes deste estilo. Miyavi apresentou seu novo estilo acústico pela primeira vez em 25 Shūnen Kinen Koen, uma série de shows realizados por cinco dias em setembro no Tóquio Geijutsu Gekijo, em torno de seu aniversário de 25 anos. Miyavi mudou-se para os Estados Unidos nos próximos seis meses para estudar a língua inglesa e fazer aulas de dança e, além disso, nos fins de semana ia a Venice apresentar shows de rua.

### 2007-2008: Estréia nos EUA, S.K.I.N., turnê mundial

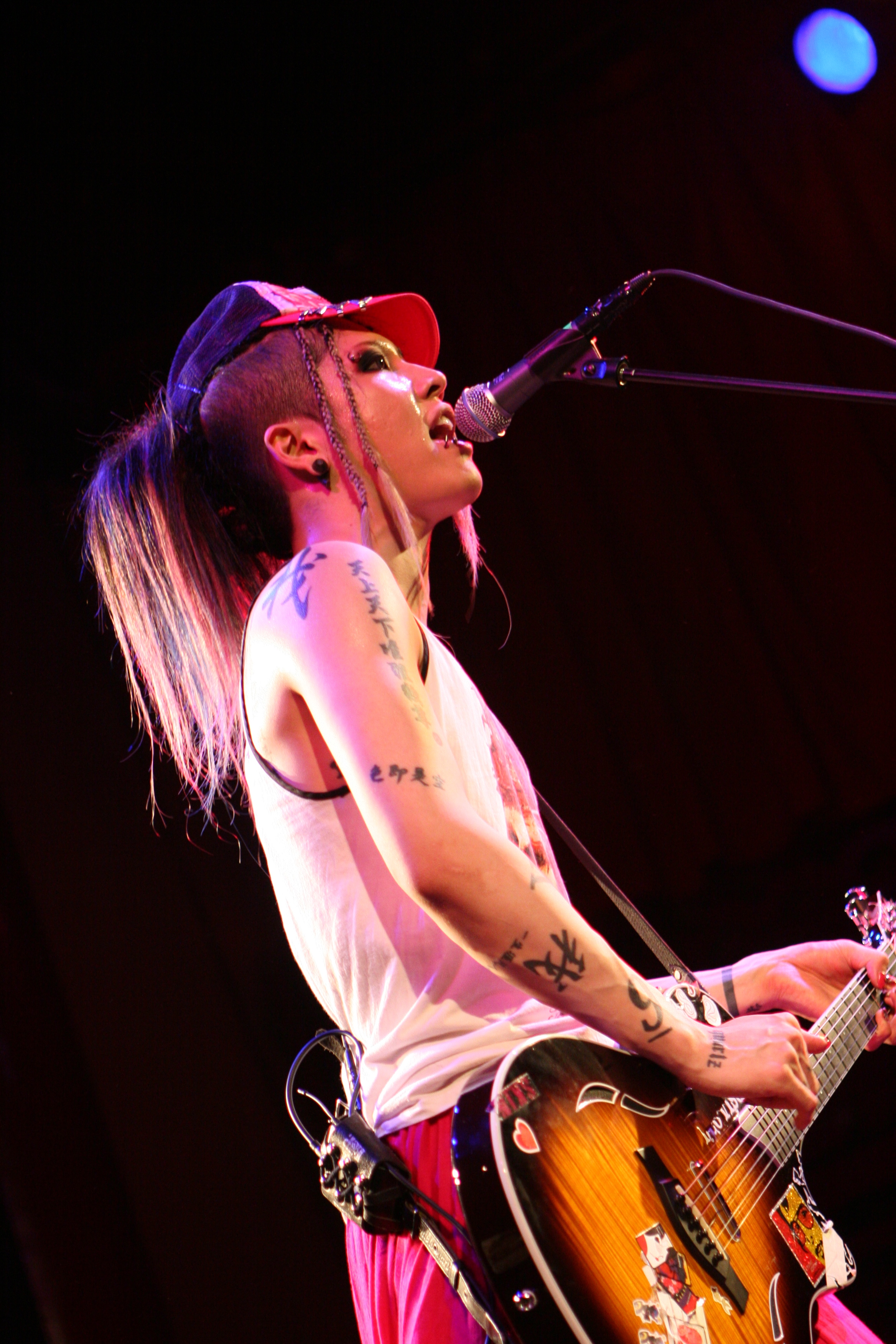
Miyavi em Barcelona, 2008.

Miyavi, convidado pelo dançarinho de breakdance Mr. Freeze, realizou em 17 de fevereiro, com DJ e percussionista locais, seu primeiro concerto nos Estados Unidos, no Tabu Ultra Lounge, no MGM Grand, em Las Vegas. Em 25 de Maio, no evento JRock Revolution, organizado por Yoshiki no Wiltern Theatre em Los Angeles, foi oficialmente anunciado que Miyavi seria membro de um supergrupo chamado S.K.I.N., ao lado de Yoshiki, Sugizo e Gackt. A única atividade da banda banda foi seu concerto de estreia no Anime Expo em Long Beach, Califórnia em 29 de junho.
Em junho, o sétimo single major (e décimo quarto no total), "Sakihokoru Hana no yo ni -Neo Visualizm-/Kabuki Danshi", foi lançado no Japão, alcançando a 12° posição. Em julho, um remix extended play, Samurai 7 Sessions - Kavki Boiz-, foi lançado, o que inclui re-arranjos de seu passado de músicas. Permaneceu como o quadragésimo quarto. Ele foi seguido por Miyavi nacional da turnê, que começou em 16 de julho. Ele também se apresentou no Animagic em Bonn, Alemanha, e em Seul, Coreia do Sul. Em novembro, na sua décima principal single foi lançado, "Subarashikikana, Kono Sekai - What A Wonderful World", que alcançou o décimo terceiro.
Em 16 de janeiro de 2008, foi lançado "Hi no Hikari Sae Todokanai Kono Basho De", que contou com a participação do guitarrista Sugizo e seu colega de banda no S.K.I.N. É o seu terceiro single a entrar no top dez da Oricon. No dia 19 de março, foi lançado seu quarto álbum de estúdio major, intitulado This Iz the Japanese Kabuki Rock. Foi seguido por sua primeira turnê mundial, This Iz The Japanese Kabuki Rock Tour 2008, com 33 concertos nos Estados Unidos, Chile, Brasil, Alemanha, Inglaterra, Holanda, Espanha, Suécia, Finlândia, França, Taiwan, Coreia do Sul, China e Japão. A turnê cobriu uma distância de aproximadamente 48,385 milhas, o equivalente a quase duas viagens ao redor do mundo, e a maioria dos concertos foram vendidos para fora e amplamente coberta pela mídia organizações. Ela foi a mais bem sucedida turnê internacional feita por um artista Japonês na história. No dia 27 de junho, um álbum de compilação, Azn Pride - This Iz the Japanese Kabuki Rock, foi lançado na Coréia e em Taiwan, mais tarde, também no Japão, que alcançou o quadragésimo quarto. Em setembro apresentou-se em Pequim, China. Em 24 de dezembro, um remix do álbum foi lançado, a Sala de N.º 382, que não conseguiu entrar no top cem.

### 2009-2011: Fundação da J-Glam Inc.

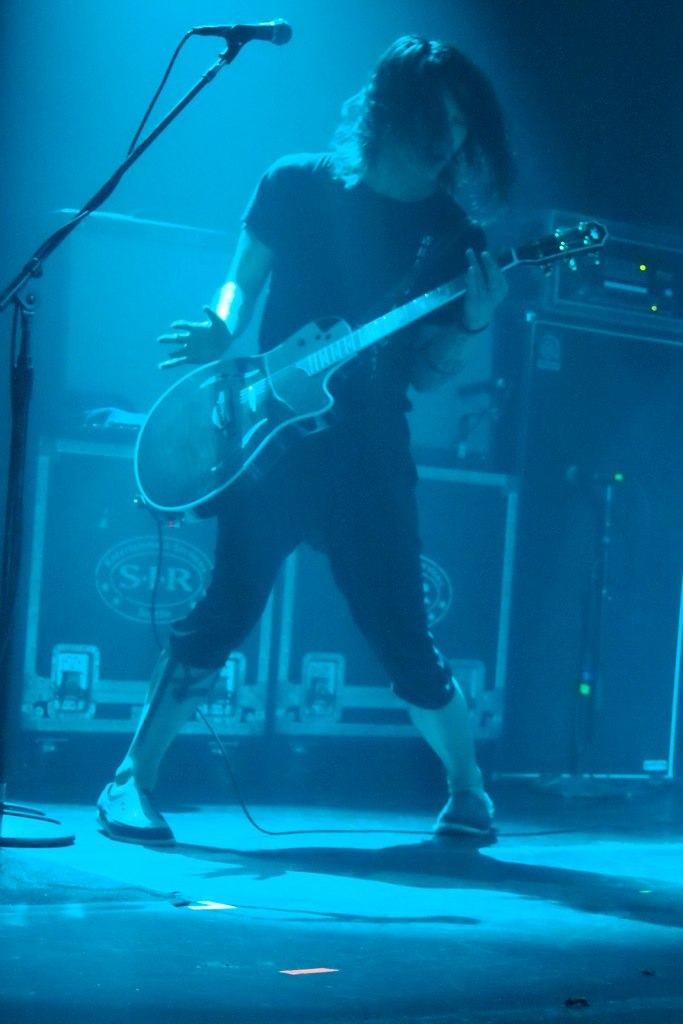
Miyavi em apresentaçao, em Nova York, de 2011

Em 2009, no dia 3 de janeiro, Miyavi realizou no 10.º anniversary do concerto da PS Company no Nippon Budokan. No dia 5 de abril, Miyavi saiu da PSCompany, porque seus dez anos de contrato expirou, e no dia 8 de abril lançou a sua própria empresa, J-Glam inc., de que ele é o presidente. No dia 22 de abril, uma compilação álbum foi lançado, a Victory Road To The King of Neo Visual Rock, que inclui todos os seus principais singles do Grupo Universal. No dia 1 de junho, "Super-Hero", uma nova canção, foi lançado através de seu oficial Myspace, e em setembro seu Fã-clube Internacional foi aberto. Em 19 de setembro, Miyavi iniciou sua segunda turnê mundial, a Neo Tokyo Samurai Black 2009/2010, em Moscou, Rússia. Ele realizada de 17 shows na Europa, visitar a Áustria, a Hungria e a Itália pela primeira vez. A turnê imediatamente continuou na América do Sul, com concertos no Brasil, Argentina, Chile e México. Os Estados Unidos perna foi cancelada devido a doença e a lesão, mas Miyavi conseguiu realizar, em novembro, no Anime Matsuri, Texas. No dia 31 de dezembro, ele assinou um novo contrato com a EMI Music Japan.

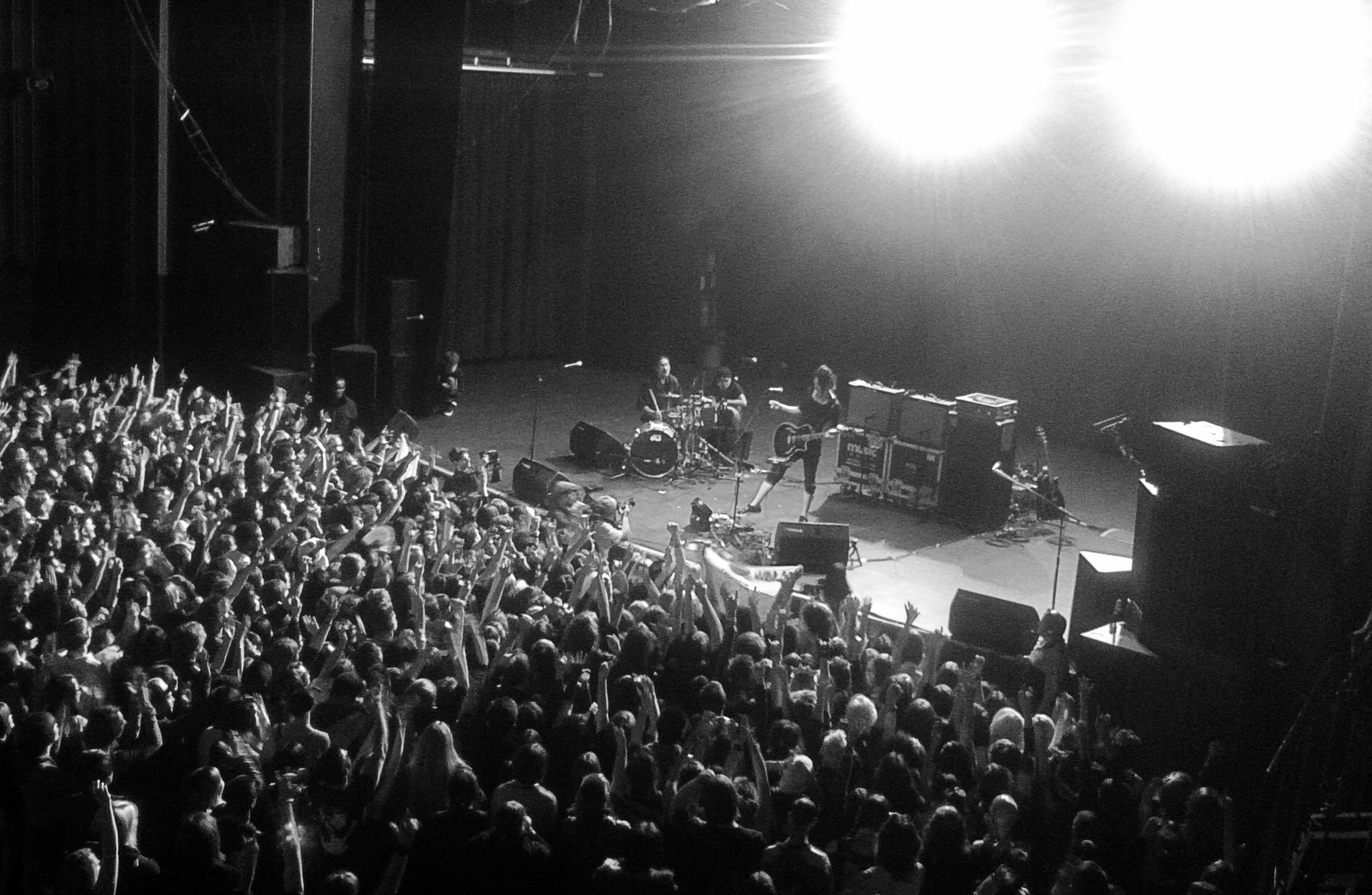
Miyavi no palco em Kentish Town, em Londres, de 2011.

Em 10 de Março de 2010, o seu primeiro single com a EMI foi lançado, "Survive", via iTunes. O turismo em todo o mundo continuou no dia 28 de Março, com o show Human Stage, em Okinawa, e em todo o país. No mês de junho e início de julho, ele fez turnê por todo o Estados Unidos e Canadá, e, em outubro, pela primeira vez na Austrália. No dia 15 de setembro, o seu décimo primeiro single, "Torture". No dia 13 de outubro, o seu quinto álbum de estúdio foi lançado, Whats My Name?, que alcançou o vigésimo sexto lugar. No dia 6 de novembro, apresentou-se no EMI Rocks aniversário de 50 anos do evento, no Saitama Super Arena.
Em Março de 2011, uma nova turnê mundial, intitulada Whats My Name?, começou na Europa, com a sua primeira visita à Bélgica. Em abril, a turnê continuou no Japão, enquanto em julho de Miyavi realizada na França, e em setembro, o Monte Taishan MAO Festival de Rock na China. Em Maio de 2011, um álbum ao vivo, Live in London 2011, foi lançado, que foi gravado durante a Londres concerto em Março. No dia 5 de outubro, o seu décimo segundo maior single, "Strong", foi lançado, em colaboração com o rapper Japonês Kreva. Ele foi seguido pela etapa Norte-Americana da turnê. Miyavi realizada na América do Sul no Maquinária festival no Chile, e visitou a Venezuela, o Peru e a Colômbia pela primeira vez.

### 2012-2014:Miyavie carreira de ator internacional

Miyavi em 2012, se apresentando no Kubana Festival na Rússia

Em 2012, Miyavi realizou no dia 19 de fevereiro na segunda EMI Rocks, evento no Saitama Super Arena. No dia 29 de junho, ele atuou em o EHZ Festival em Helette, enquanto em 30 de junho, ele foi o único representante Asiático na Praça Principal do Festival em Arras, França. Em 11 de julho, o seu décimo terceiro grande single, "Day1", foi lançado em colaboração com o francês eletrônico produtor e DJ Yuksek. Em agosto, apresentou-se no Kubana Festival na Rússia. Em 8 de setembro, Miyavi realizou no 908 Festival, organizado pelo Kreva, na Saitama Super Arena. Em outubro de dois concertos foram realizados na Indonésia. No dia 14 de novembro, Samurai Sessions vol.1, o seu segundo EP, foi lançado, que contou com a colaboração de vários artistas, e foi seguido de uma curta turnê nacional. Ele chegou a 21 no Oricon.
Em fevereiro 28, 2013, o décimo quarto single "Ahead of the Light" foi lançado; uma turnê promocional de mesmo nome se seguiu. No dia 19 de junho, o seu sétimo álbum de estúdio, Miyavi, foi lançado no Japão. É o seu álbum mais vendido até então, alcançando o número oito nas paradas da Oricon.

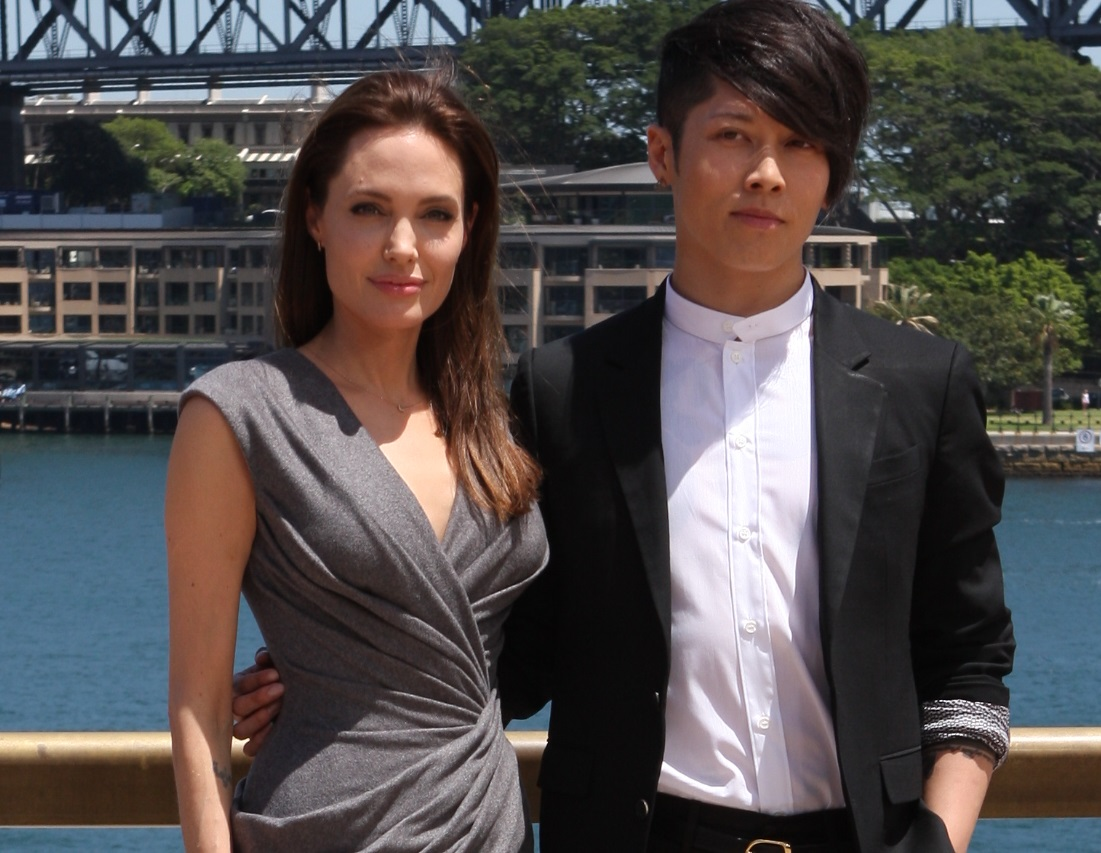
Miyavi com Angelina Jolie em 2014.

Em 12 de outubro de 2013, foi anunciado que Miyavi iria atuar profissionalmente pela primeira vez, no filme Invencivel. Ele desempenhou o papel do sargento do Exército Imperial Japonês Mutsuhiro Watanabe, apelidado de "The Bird". O filme foi a segunda longa-metragem dirigida por Angelina Jolie. Ele foi lançado em dezembro de 2014. Miyavi comentou que como o filme foi um pouco sensível para o povo Japonês, ele hesitou se deveria assumir este papel. No entanto, após reunião com Jolie, e dado que o tema subjacente de que esta história está o perdão, para ele de todo o coração, decidiu aceitar. Miyavi foi destaque no mesmo mês da edição da Vogue Italia.
Em 2013 Miyavi foi indicado para o MTV Europe Music Award para o prêmio Melhor Ato Japonês, e para o MTV Video Music Awards Japan, ganhando o prêmio de Melhor Colaboração com Yuksek. Em 2014, o vídeo da música "Horizon" foi nomeado para Melhor Vídeo Masculino no MTV Video Music Awards Japan.
Em 2014, Miyavi foi na sua quarta turnê mundial, "Slap the World", que começou no dia 22 de fevereiro, na Malásia. Ele continuou por toda a Europa, seguido do Europeu de lançamento de seu mais recente álbum de estúdio, e visitou a Cidade do México e Los Angeles, nos Estados Unidos, lançamento do disco, antes de retornar para o Japão, para a sua mais longa turnê nacional até agora. Miyavi compôs a música para o single "Top Of World" pelo SMAP, que liderou a Parada de singles charts. Em 25 de agosto, apresentou-se pela primeira vez no Fuji Rock Festival. Em 9 de setembro, seu novo single "Real?", foi lançado, em que Miyavi colaborou com a Jam e Lewis e Jeff Blue, e também o vídeo ao vivo da gravação do tour mundial.

### 2015–presente:The Others,Fire Bird

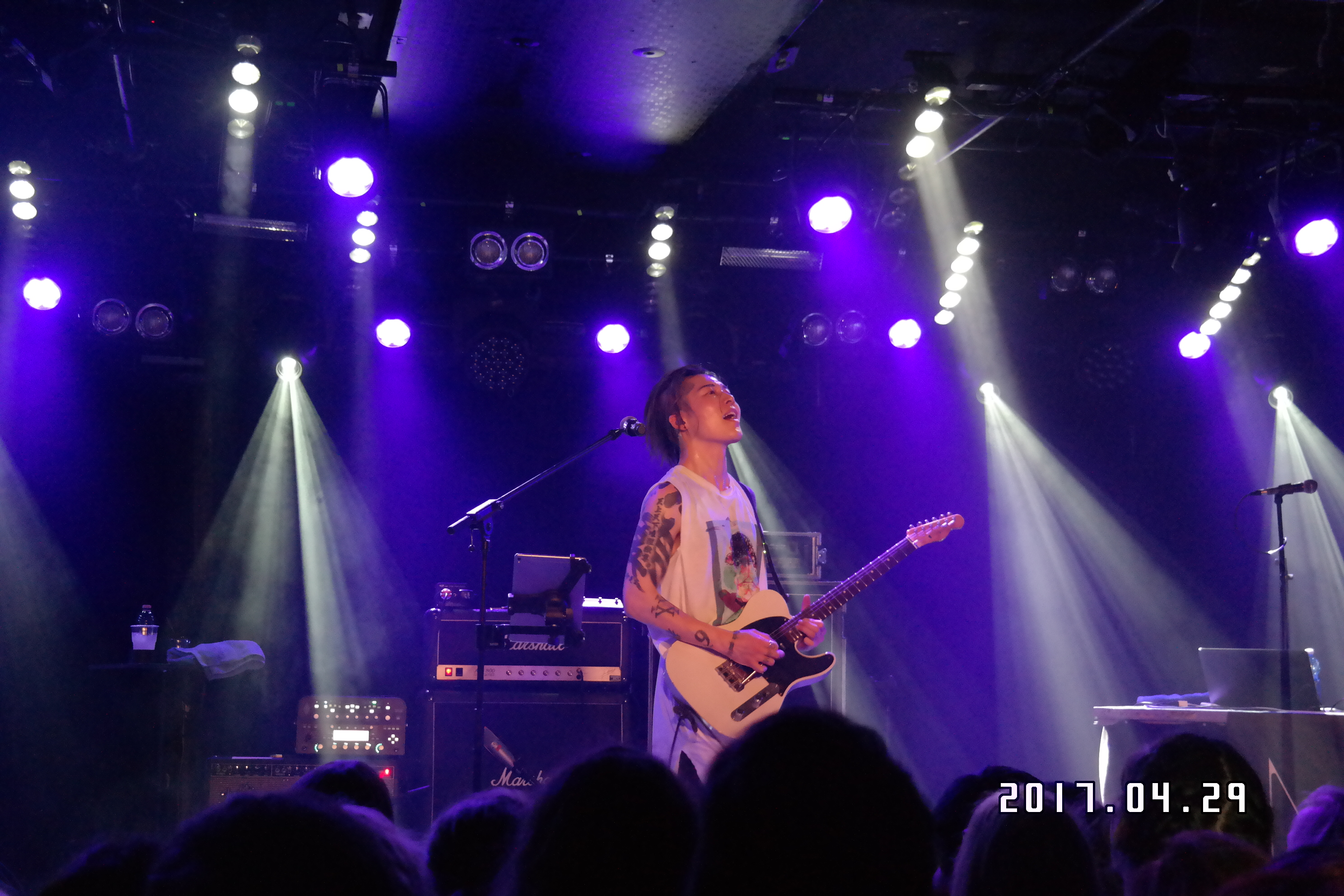
Miyavi no A38 navio em Budapeste, Hungria, em 2017 durante o Firebird Tour

Seu próximo álbum The Others foi disponibilizada em 15 de abril de 2015, produzido pelo vencedor do Grammy Award winning Drew Ramsey e Shannon Sanders. A música Alien Girl foi dedicado a Angelina Jolie, enquanto sua canção-título, The Others mais tarde foi lançado em uma versão diferente para o apoio do ACNUR. O álbum classificado em 10.º na Oricon e foi seguido por um dois-parte turnê nacional, Europa (tour de seu quinto no continente) e um concerto na Coreia do Sul.
Em 29 de abril, Miyavi lançou um single digital, Afraid to be Cool/Raise Me Up. o Seu próximo álbum Fire Bird saiu em 31 de agosto de 2016, e em 11.º lugar na Oricon. O artista seguiu-o com uma turnê nacional MIYAVI Japan Tour 2016 "NEW BEAT " NEW FUTURE", que incluiu 10 paradas. A última apresentação foi realizada no Makuhari Messe, e foi transmitido ao vivo no Abema TV, com mais de 100.000 espectadores assistindo.
Em 2017, ele desempenhou um papel curto no filme Kong: Ilha da Caveira. Em fevereiro, o cantor revelou que faria uma turnê norte-americana e europeia. Como parte da Live Nation da ASIA TOUR, Miyavi tocou em 14 cidades, incluindo Vancouver, São Francisco, Los Angeles, Nova Iorque e Toronto. Ele embarcou em um solo turnê internacional intitulado Fire Bird World Tour. A turnê começou em Seul , em 29 de fevereiro e terminou em Berlim, em 10 de Maio, com shows em países, incluindo Áustria, Hungria, Alemanha, Itália, França e o Reino Unido. Em Março, Miyavi realizou no South by Southwest , pela primeira vez em sua carreira. No dia 29 de Março, ele lançou um single digital intitulado "Live to Die another Day", que é a canção-tema do filme de live action Blade - Lâmina do Imortal. Para comemorar seus 15 anos como artista solo, Miyavi embarcou em uma turnê Japonesa—MIYAVI 15th Anniversary Live "NEO TOKYO 15th", iniciado em 21 de Maio, com Miyavi lançar um aniversário álbum de compilação, All the Best: Day 2, no dia 5 de abril.
Miyavi fez cover de "Pink Spider" para o dia 6 de junho de 2018 Hideto Matsumoto álbum de tributo Impulsive Tribute. Ele também foi escalado como Byakuya Kuchiki para o próximo filme de Bleach.
Em 23 de fevereiro de 2019, ele realizou um show de lançamento do álbum Samurai Sessions Vol. 3: Worlds Collide no Teatro El Rey em Los Angeles com os artistas convidados Duckwrth, Mikky Ekko, Che'nelle e Yuna. Em 1.º de março, o filme de ação sobrenatural Stray foi lançado nos Estados Unidos, apresentando Miyavi no papel do vilão Jin. Em abril, ele se apresentou como atração principal no evento Anime Boston e anunciou o lançamento de um novo álbum: No Sleep Till Tokyo, lançado em 27 de julho. Em outubro, foi anunciado que a cervejaria de saquê Tsuki no katsura (月の桂), com sede em Quioto, lançaria um novo produto com o nome Miyavi.
Em 18 de dezembro de 2019, foi anunciado durante um evento realizado no Zepp DiverCity Tokyo que Miyavi estava se transferindo para a empresa de talentos japonesa LDH a partir de janeiro de 2020. Ele, que atuou de forma independente na indústria da música por 10 anos, explicou sua decisão mencionando que durante esses anos ele frequentemente desejava ter amigos para trabalhar e que ressoava com os valores da LDH, especialmente sua abordagem para a expansão internacional. Ele também anunciou que lançaria dois álbuns solo em 2020 e estava planejando uma turnê no Japão.
O cantor fez sua quinta apresentação no Brasil em janeiro de 2020. Em 14 de fevereiro, foi revelado que Miyavi lançaria um álbum antes das Olimpíadas de Tóquio no verão e outro logo depois. O primeiro álbum, Holy Nights, foi lançado em 22 de abril e acompanhado de uma turnê nacional intitulada MIYAVI “Holy Nights” JAPAN TOUR 2020. Ele forneceu a música de encerramento do anime de 2020 ID:Invaded, chamada "Other Side". A série também usou outras canções de Miyavi na trilha sonora: "Up", "Samurai 45" e "Butterfly". Miyavi se apresentou no Japan Expo Malaysia 2020 Goes Virtual em 19 de julho. Em 2021, Miyavi fez sua estreia como dublador atuando no personagem Kōketsu no filme de anime Bright: Samurai Soul.
Em novembro de 2022, foi anunciado que Miyavi estaria formando o supergrupo The Last Rockstars junto com seus colegas Yoshiki, Hyde e Sugizo. Eles lançaram seu primeiro single, "The Last Rockstars", em dezembro, e embarcaram em turnê internacional. No entanto, ele deixou o grupo em novembro de 2024.
Em 7 de julho de 2023 Miyavi voltou ao Brasil, dessa vez se apresentando no Asia Star Festival. Em 9 de outubro de 2024 lançou seu décimo sexto álbum: Lost In Love, Found in Pain, após os singles promocionais "Eat Eat Eat" e “Broken Fantasy/Tragedy Of Us".

## Vida pessoal

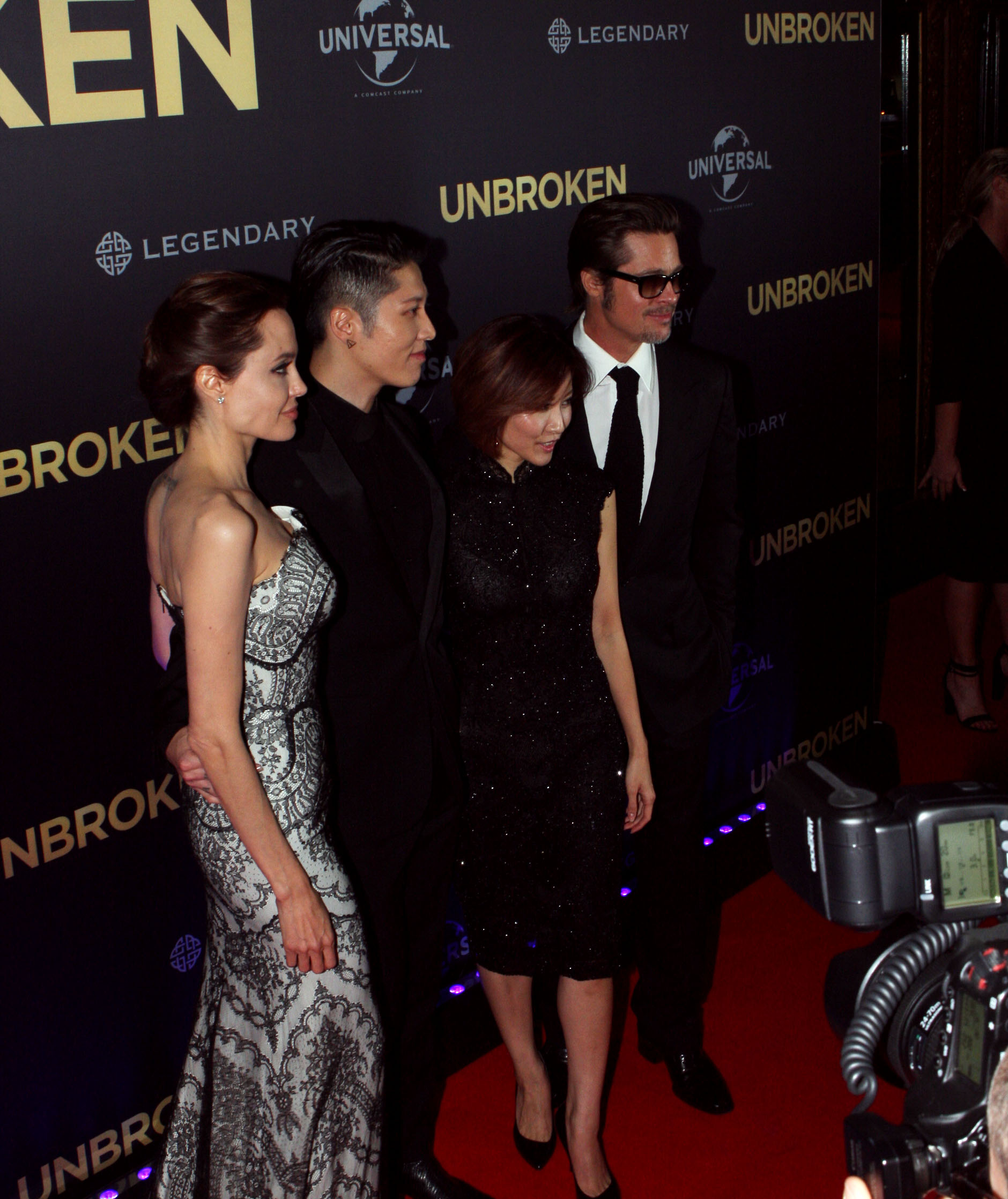
Miyavi com sua esposa Melody, Angelina Jolie e Brad Pitt, na estreia de Invencível

Em 14 de Março de 2009, Miyavi casou-se com a cantora asiática-americana Melody. O casal tem três filhos, sendo eles Lovelie (Aily) Miyavi (29 de julho de 2009) e Jewelie Aoi (21 de outubro de 2010) e Skyler Kakeru (24 de fevereiro de 2021 nos Estados Unidos). De 2014 a 2021, Miyavi e sua família residiram em Los Angeles, Califórnia, casa em que mudaram-se durante o lançamento de  Invencível. Após o nascimento de seu filho Skyler, eles voltaram ao Japão e atualmente vivem em Tóquio. Depois de se tornar pai, Miyavi suavizou seus visuais.

## Discografia
Álbuns de estúdio
- Gagaku (31 de outubro de 2002)
- Galyuu (2 de dezembro de 2003)
- Miyavizm (1 de junho de 2005)
- MYV Pops (2 de agosto de 2006)
- Miyaviuta ~Dokusou~ (13 de setembro de 2006)
- This Iz the Japanese Kabuki Rock (19 de março de 2008)
- Whats My Name?  (13 de outubro de 2010)
- Miyavi (19 de junho de 2013)
- The Others (15 de abril de 2015)
- Fire Bird (31 de agosto de 2016)
- No Sleep Till Tokyo (2019)
- Holy Nights (2020)
- Imaginary (2021)
- Lost in Love, Found in Pain (2024)

## Filmografia
| Ano  | Título                                                     | Papel              | Fonte   |
| ---- | ---------------------------------------------------------- | ------------------ | ------- |
| 2002 | Ryomano Tsumato Sono Ottoto Aijin (竜馬の妻とその夫と愛人) | Cameo              |         |
| 2003 | Oresama (おれさま)                                         | Ele mesmo          | [ 23 ]  |
| 2014 | Invencível                                                 | Mutsuhiro Watanabe | [ 23 ]  |
| 2017 | Kong: Ilha da Caveira                                      | Gunpei Ikari       | [ 93 ]  |
| 2017 | Stray                                                      | Jin                | [ 133 ] |
| 2018 | Bleach                                                     | Byakuya Kuchiki    | [ 100 ] |
| 2018 | Gangoose (ギャングース)                                    | Adachi             | [ 134 ] |
| 2019 | Malévola: Dona do Mal                                      | Udo                | [ 135 ] |
| 2020 | Followers                                                  | Ele mesmo          | [ 136 ] |
| 2021 | Kate                                                       | Jojima             | [ 137 ] |
| 2021 | Bright: Samurai Soul                                       | Kōketsu            | [ 118 ] |
| 2022 | Hell Dogs                                                  | Yoshitaka Toake    | [ 138 ] |
| 2023 | Família                                                    | Kaito Enomoto      | [ 139 ] |
| 2024 | Yo Gabba GabbaLand                                         | Ele mesmo          | [ 140 ] |
| TBA  | The Wrecking Crew                                          |                    | [ 141 ] |

## Prêmios e indicações
| Ano  | Prémios                      | Categoria              | Trabalho indicado  | Resultado |
| ---- | ---------------------------- | ---------------------- | ------------------ | --------- |
| 2013 | MTV Europe Music Award       | Miyavi                 | Melhor Ato Japonês | Indicado  |
| 2013 | MTV Video Music Awards Japan | Melhor Colaboração     | Day 1 (com Yuksek) | Venceu    |
| 2014 | MTV Video Music Awards Japan | Melhor Vídeo Masculino | Horizon            | Indicado  |